# Makedonski križ
Makedonski križ, poznan tudi kot veljuški križ, je različica krščanskega križa, ki je v glavnem povezan s krščanstvom Severne Makedonije in je simbol Makedonske pravoslavne cerkve. Makedonski križ je pravzaprav razkošna dvodelna pletenica s predstavitvijo okrasja v obliki križa. Ker je križ simbol Makedonske pravoslavne cerkve, je upodobljen tudi na cerkvenem grbu, to je na obrobi ponjave, ki jo zapolnjuje 33 upodobitev križa. Križ je tudi glavni simbol Namizne medalje svetega makedonskega križa.

## Zgodovina
Makedonski križ se je prvič pojavil na glavni samostanski cerkvi Usmiljene Sv. Matere božje v Veljuškem samostanu. Znano je, da je bila cerkev zgrajena leta 1085 in da je njen ustanovitelj Emanuel, takratni strumički škof. Neznani mojster je križ na pročelju vzidal z majhnimi rdečimi opekami, tako da ima na dnu kvadrat, katerega štiri stranice predstavljajo podlago, na kateri je narejen križ z enako dolgimi stranicami. Ta križ je prvi krščanski simbol z območja Severne Makedonije, ki je doživel mednarodno afirmacijo kot makedonski križ. Afirmacija je prišla preko falerističnih organizacij iz več držav, predvsem po promociji križa na medaljah, s katerimi je Makedonska pravoslavna cerkev nagradila okoli dvajset uglednih osebnosti. Faleristične organizacije, ki preučujejo odlikovanja, so brez ugovorov sprejele, da se originalni križ imenuje Makedonski križ. Sprva je bil križ simbol samostana in Strumiške škofije, kasneje pa se je vedno bolj znašel v cerkveni rabi in postal splošni simbol Cerkve v Severni Makedoniji. Proti koncu 19. in začetku 20. stoletja je makedonski revolucionar in učitelj Georgi Trajčev iz Prilepa zapisal krajevna izročila, po katerih so samostan ustanovili učenci Cirila in Metoda, sam Metod pa je deset let pridigal po dolini Bele Reke, ki povezuje Veljuso in Vodočo. Na marmorni plošči nad vhodnimi vrati je napis, ki se glasi: »Ta tempelj Presvete Bogorodice je obnovil iz temelja menih Manuel, ki je postal škof v Tiberopolu. Leta 1088 je neznani mojster zgradil križ na fasadi cerkve na kvadratni podlagi z majhnimi rdečimi opekami«.